# Saint-Hilaire-en-Morvan
Saint-Hilaire-en-Morvan – miejscowość i gmina we Francji, w regionie Burgundia-Franche-Comté, w departamencie Nièvre.
Według danych na rok 1990 gminę zamieszkiwało 250 osób, a gęstość zaludnienia wynosiła 12 osób/km² (wśród 2044 gmin Burgundii Saint-Hilaire-en-Morvan plasuje się na 662. miejscu pod względem liczby ludności, natomiast pod względem powierzchni na miejscu 420.).